# Хороші хлопці
«Хороші хлопці» (англ. Good Boys) — американський комедійний фільм 2019 року, знятий Джином Ступницьким за власним сценарієм, написаним у співавторстві з Лі Айзенбергом з Джейкобом Трембле, Брейді Нуном та Кітом Л. Вільямсом у головних ролях. Фільм розповідає про трьох шестикласників, які намагаються вразити дівчат та учнів старших класів, пропускаючи школу та відвідуючи вечірки. Сет Роґен та Еван Голдберг стали продюсерами від компанії Point Grey Pictures.
Світова прем'єра стрічки відбулась на кінофестивалі «South by Southwest» 11 березня 2019 року, прем'єра у США — 16 серпня 2019 року дистрибуцією займалася компанія Universal Pictures, в Україні перший показ відбувся 15 серпня 2019 року (B&H).

## У ролях
| Актор                 | Роль         |
| --------------------- | ------------ |
| Джейкоб Трембле       | Макс         |
| Брейді Нун            | Тор          |
| Кіт Л. Вільямс        | Лукас        |
| Вілл Форте            | батько Макса |
| Моллі Гордон          | Ганна        |
| Мідорі Френсіс        | Ліллі        |
| Джош Карас            | Бенджі       |
| Крістіан Даррел Скотт | Маркус       |
| Лі Рей Говері         | офіцер Сакс  |
| Сем Річардсон         | Макото Дате  |
| Ретта                 | мати Лукаса  |
| Міллі Девіс           | Брікслі      |
| Ченс Гартсфілд        | Аттікус      |
| Айзек Вон             | Сорен        |
| Беніта Ха             | мати Сорена  |
| Стівен Мерчант        | Клауд        |

## Виробництво
16 серпня 2017 року було оголошено, що компанія Сета Роґена Point Grey Pictures та Good Universe будуть брати участь у продюсуванні кінокомедії сценаристів Лі Айзенберга та Джина Ступницького, останній дебютував як режисер. Презентацією проекту займалися Роген, Еван Голдберг, Джеймс Вівер, Натан Каан та Джо Дрейк. У березні 2018 року Джейкоб Трембле приєднався до акторського складу фільму «Хороші хлопці», на розповсюдження якого придбали права Universal Pictures.
Фільм знімали у Ванкувері.

### Блекфейс суперечка
Сварки щодо зйомок фільму виникли, коли просочилися фотографії замінника Кіта Л. Вільямса. І Вільямс, і його замінник є афроамериканцями, але останній є світлошкірим. Роген висловив вибачення за суперечку.

## Випуск
Світова прем'єра фільму відбулась на кінофестивалі «South by Southwest» 11 березня 2019 року. Прем'єра в США відбулась 16 серпня 2019 року за сприянням компанії Universal Pictures.